# Castanyer
El castanyer, castanyer comú, castanyer europeu o castanyer mediterrani (Castanea sativa) és un arbre forestal de la família de les fagàcies, amb fulles que cauen a l'hivern, originari dels voltants del Mediterrani. Es troba a l'Àfrica del nord, a l'Europa meridional i l'Àsia Menor.
Als Països Catalans es troba conreat o naturalitzat. És un arbre del qual, a més de la fusta, se n'aprofiten els fruits, les castanyes.
Un lloc on abunden els castanyers és un castanyer, un castanyar (Val. castanyal), una castanyeda, castanyereda.

## Etimologia
- Castanyer prové del llatí castanea i aquest deriva del grec kastanon, que fa referència a un poble: Thessalie.
- Sativa prové del llatí i significa cultiu.

## Distribució i ecologia
És comú al nord-est de Catalunya (on les castanyedes ocupen sobretot el domini de l'alzinar muntanyenc), i també es troba (si bé hi és rar) al Pirineu, a les Serralades Costaneres Catalanes i al nord i l'interior del País Valencià. Acostuma a créixer entre els 0 i els 1.200 metres d'altitud.
Pot viure entre cinc-cents i sis-cents anys.
És una espècie termòfila, necessita llum o semi-ombra i aigua a principi de tardor. És un arbre silicícola, requereix sòls rics en àcid mentre que no suporta la calç en el terreny. Viu en climes submediterranis, és a dir, més frescos i més plujosos que els de la terra baixa.
És l'onzena espècie pel nombre de peus (20,6 milions), concentrats sobretot a l'oest de la Selva i a Osona.També n'hi ha a les comarques gironines, al Vallès, al Maresme i a les muntanyes de Prades.

## Descripció morfològica

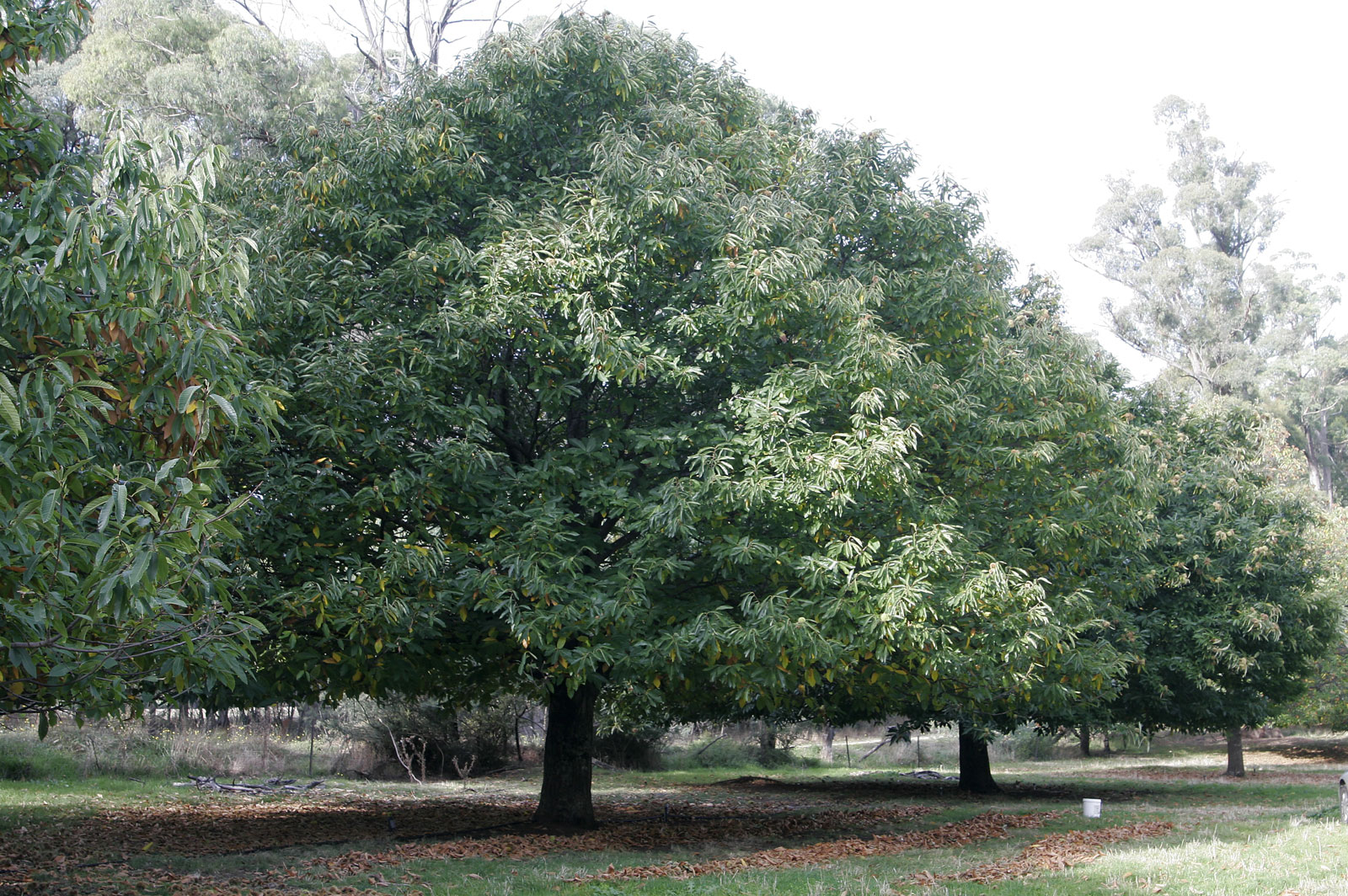
Castanyer mediterrani

És un arbre voluminós (entre 20-35 metres d'alçària) i amb un tronc, buit en la vellesa, que pot passar dels 2 metres de diàmetre. L'escorça és llisa i d'un marró clar fins als 15-20 anys, després s'enfosqueix i s'esquerda longitudinalment.
És una planta monoica, amb fulles caduques de limbe llarg, 16 a 28 cm de llarg, i 5 a 9 cm d'ample de color més clar al revers i d'un verd més fosc a l'anvers. Són oblongolanceolades, simples, profundament dentades, agudes i glabres (o sigui, sense pèls). La textura de les fulles és similar a la consistència del cuir, és a dir coriàcies. La nervadura és pennada.
Les flors són unisexuals, té flors masculines i femenines separades dins del mateix arbre en aments o glomèruls verticals de 10 a 20 cm de llarg.
Les flors masculines, disposades a la base de les branques, són de color verd, mentre que quan són madures es tornen grogues. El perigoni, és a dir un periant indiferenciat, està format de 3 a 7 tèpals.
Les femenines es troben a la base de les masculines. El gineceu té un ovari ínfer i és pluricarpel·lar sincàrpic, està format per 3-6 carpels soldats. Les flors apareixen a partir de juny. A la tardor maduren i es converteixen en castanyes. Són flors cícliques, en aquest cas actinomorfes (amb més de dos plans de simetria).
El fruit és una cúpula espinosa que fa entre 5 i 11 centímetres de diàmetre i conté de 2 a 7 castanyes, dita pelló, pelluc o boga. El fruit pròpiament dit presenta dues cares ben diferenciades, una plana i l'altra convexa. Cada llavor està recoberta per una pell de color vermellós, brillant per fora i vellut a la part interna. En l'interior trobem la castanya, aquesta està recoberta per una segona pell molt fina, difícil de separar, i que li confereix un cert sabor amarg.
Generalment la pol·linització és anemòfila i, en aquest cas també, entomòfila.

## Farmacologia
La part utilitzada són les fulles i ocasionalment l'escorça.

### Composició química
- Les fulles flavonoides, tenen principalment glucòsids de kempferol, quercetol i abundants quantitats de tanins gàl·lics i el·làgics(9%).[6]

Triterpens: Àcid ursòlic.
Hamamelilosa, resina, pectina, vitamina C (0,2%) i fitoesterols.
- L'escorça té tanins (4-12%) i pectina.

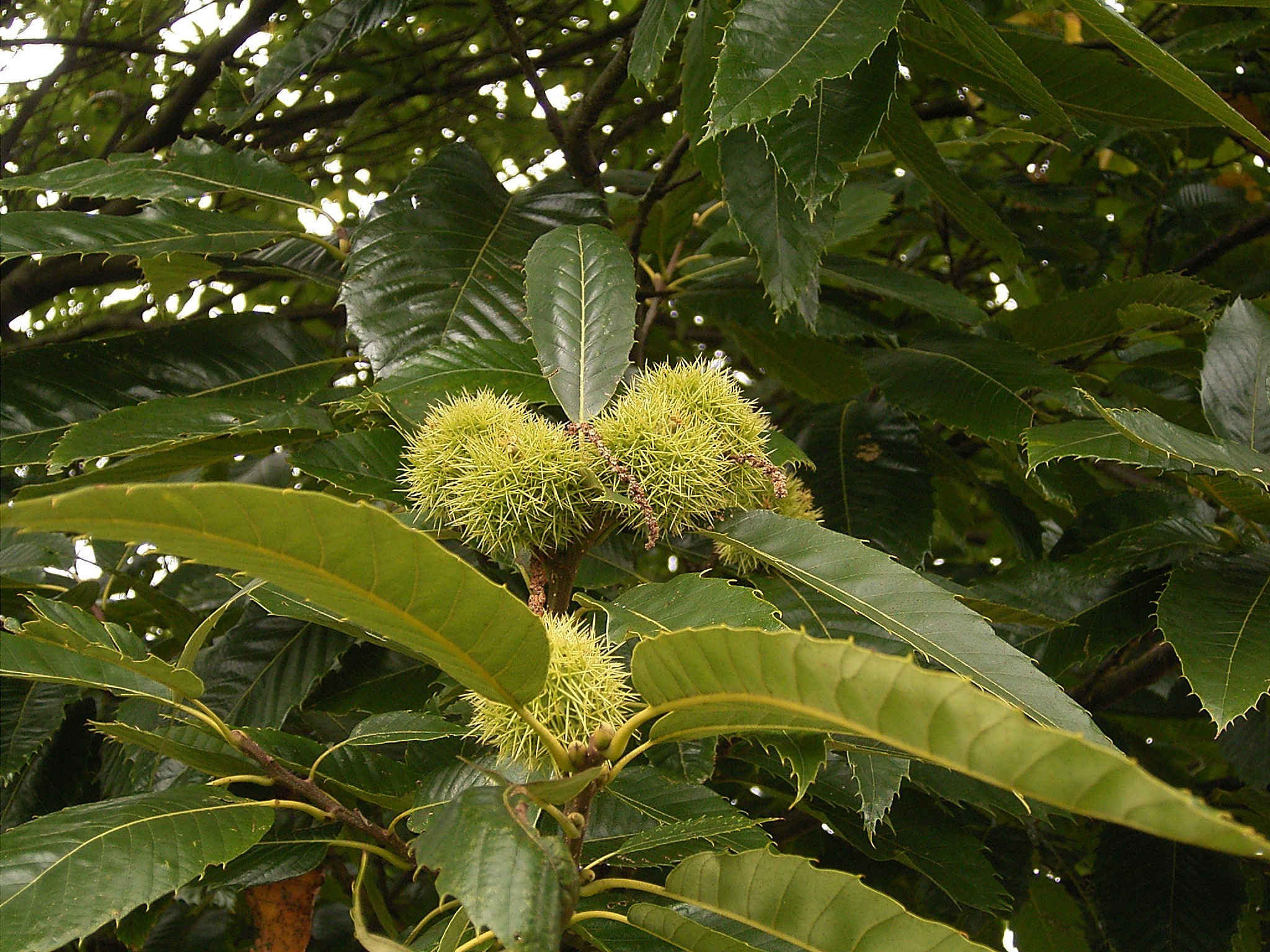
Castanyes a l'arbre

### Usos medicinals
- Les fulles s'utilitzen com a expectorant, antitussigen, astringent, antidiarreic, antipirètic i antireumàtic.
- L'escorça és astringent, per a les inflamacions de la faringe i per reforçar les dents.

### Efectes adversos i/o tòxics
Poden haver-hi molèsties gàstriques a causa dels tanins, per pal·liar-ho es recomana administrar tisanes postpandrialment associades a drogues amb mucílags.
Segons Galè: "les castanyes donen al cos més nutrients que cap altre fruit salvatge, però engendren ventositats, unflen i restrenyen el ventre, es digereixen amb dificultat, provoquen apetit veneri i, en quantitat, produeixen mal de cap. Les castanyes verdes danyen els pulmons"

### Forma galènica
Les unitats posològiques poden ser en forma d'infusions de les fulles, decocció de l'escorça, extracte fluid i sec, xarop.

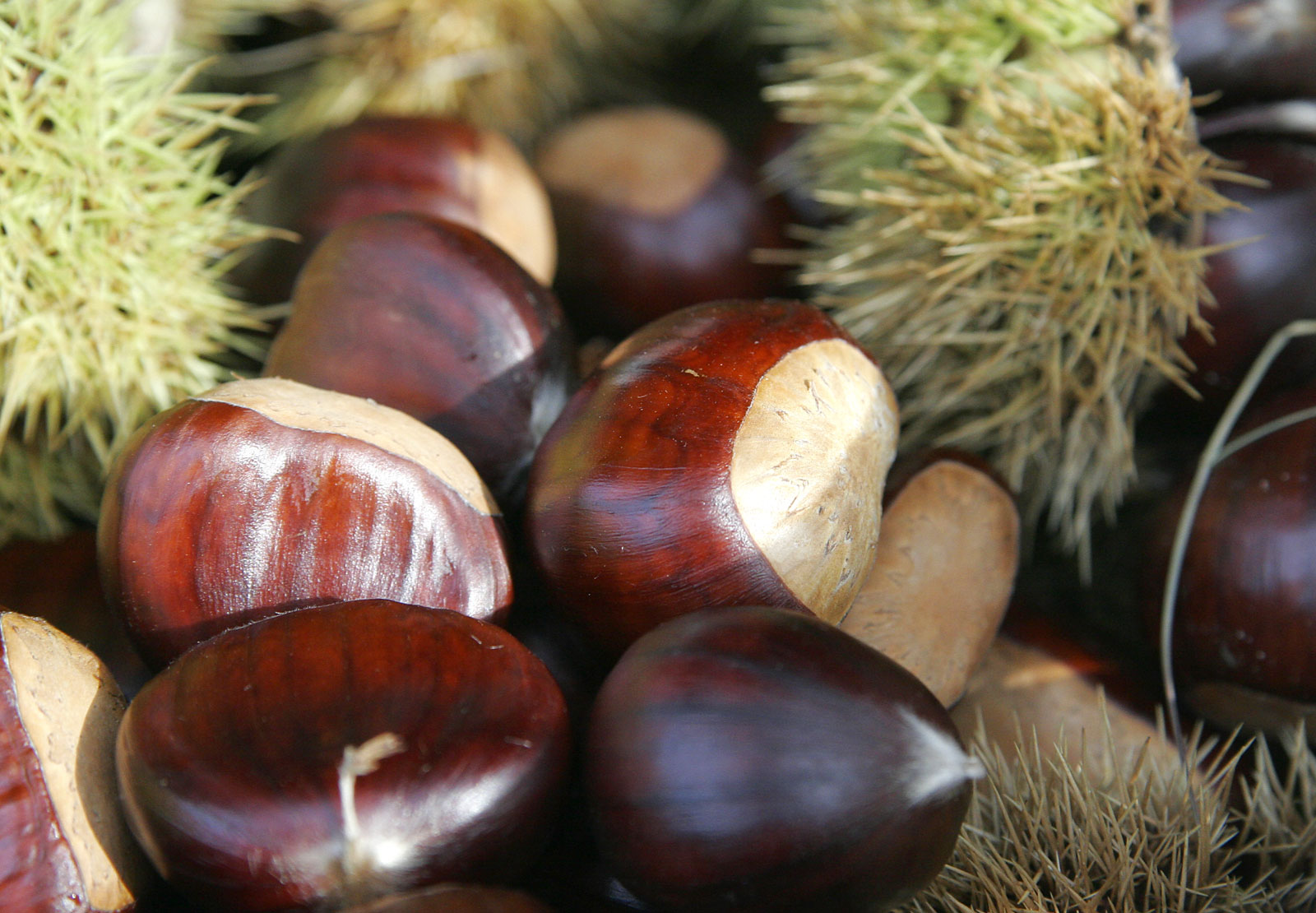
Castanyes

Té usos homeopàtics.

## Alimentació
Les castanyes són un aliment molt energètic que conté un 40% d'hidrats de carboni. També posseïxen proteïnes, lípids, sals minerals i vitamines A, B i C.
La cultura popular de cada regió ha ideat diferents maneres de preparar-les, com per exemple les castanyes confitades. Es poden menjar crues, rostides, cuites o seques.

## Observacions
La seva àrea d'expansió actual és deguda a plantacions que ja havien començat en època dels romans. A més de les castanyes la seva fusta flexible era molt utilitzada per a fer bótes per a vi. L'explotació del castanyer a Catalunya acostuma a fer-se en règim de bosc menut, consistent en rebrotades de les soques d'arbres tallats. Els tanys de rebrot tenen molta força, perquè són alimentats per un potent sistema radical de la rabassa vella, i en pocs anys poden ser tallats per a pals i estaques.
La llenya de castanyer  és preuada en certes contrades.

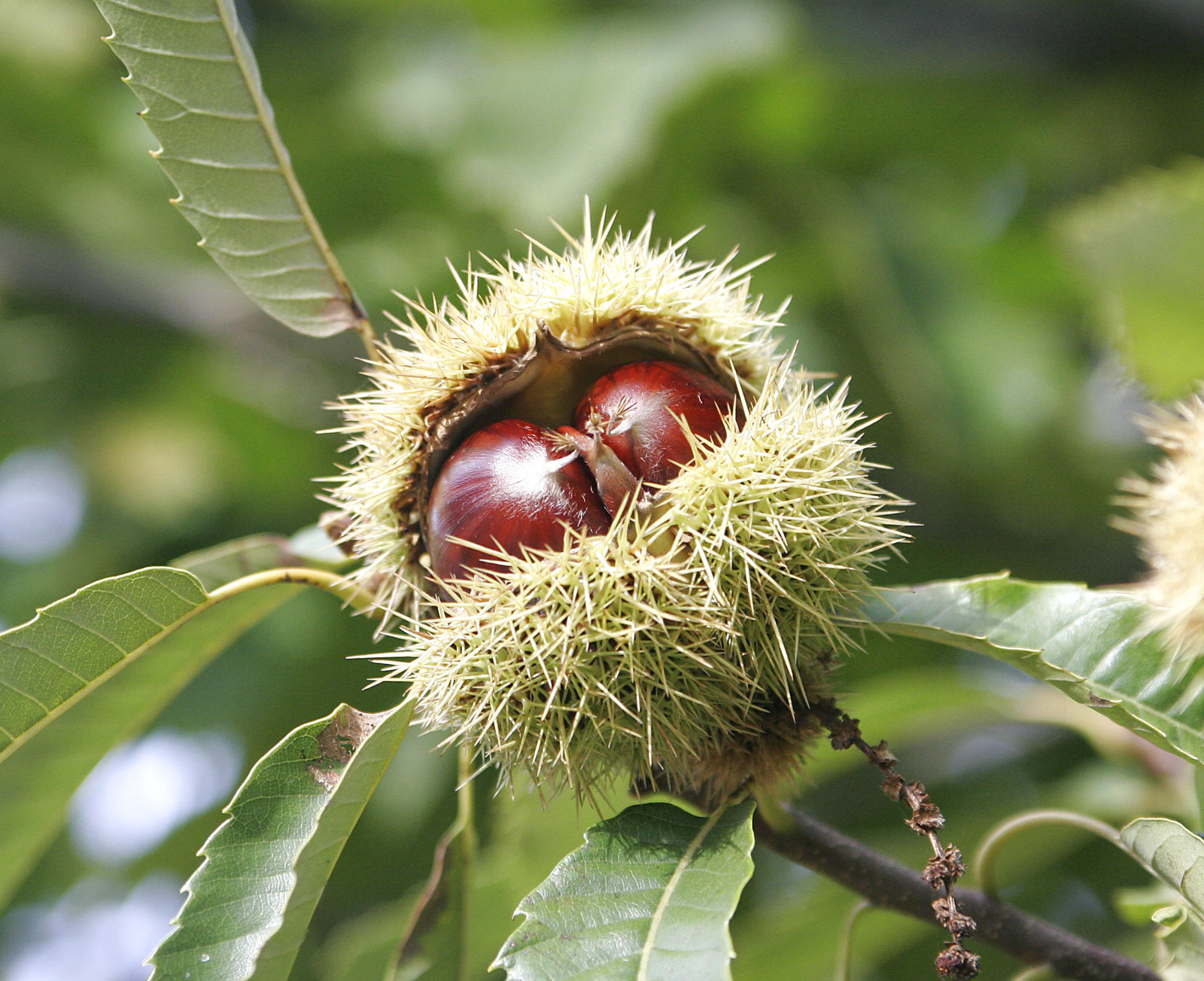
Castanyes dins del pelló (cúpula espinosa)

## Plagues
- Corc de les castanyes